# Chigwell Row
Chigwell Row – wieś w Anglii, w Esseksie. Leży 8,3 km od miasta Epping, 28,4 km od miasta Chelmsford i 18,6 km od Londynu. W latach 1870–1872 osada liczyła 665 mieszkańców.